# Peckham Boys
I Peckham Boys sono una banda di strada dell'area di Peckham, a Londra, composta prevalentemente da giovani di origine afrocaraibica.

## Storia
La banda è strutturata in una gerarchia divisa in gradi a seconda dell'età dell'affiliato: tinies, youngers e olders. Gli adolescenti condannati per l'omicidio di Damilola Taylor nel 2000 erano membri dei Peckham Boys. Nel 2006 furono coinvolti in una guerra tra bande, che ebbe molto risalto sui media londinesi, contro i Ghetto Boys con base a Pepys Estate in Deptford, a Londra. Durante il conflitto fu ammazzato un uomo innocente a New Cross, scambiato per un affiliato ai Ghetto Boys da membri dei Peckham Boys. L'agguato fu eseguito da circa cinquanta ragazzi su mountain bikes, che avevano attraversato la città per giungere da Peckham a Deptford.